# Philodendron krauseanum
Philodendron krauseanum är en kallaväxtart som beskrevs av Julian Alfred Steyermark. Philodendron krauseanum ingår i släktet Philodendron och familjen kallaväxter. Inga underarter finns listade.